# Vilson Vattanirappel
Vilson Vattanirappel (* 4. November 1992) ist ein österreichischer Badmintonspieler.

## Karriere
Vilson Vattanirappel gewann bei den österreichischen Juniorenmeisterschaften 2011 sowohl den Titel im Herreneinzel als auch den Titel im Mixed. 2009 und 2010 nahm er an den Juniorenweltmeisterschaften teil. Bei den Erwachsenen gewann er national 2010 und 2013 Bronze sowie 2011 Silber und Bronze. Bei den Romanian International 2014 wurde er Dritter. 2014 startete er auch bei den Badminton-Mannschaftseuropameisterschaften.